# Plateau du Coscione
Le plateau du Coscione, en corse U Cuscionu, est un plateau de France situé en Corse, dans le massif du Monte Incudine, à environ 1 500 mètres d'altitude. Il comporte de nombreuses bergeries et refuges. Il est traversé de nombreux sentiers de randonnée dont le GR 20, le sentier de la Pierre ou encore le sentier des Pâturages. En hiver, il est possible d'y faire du ski nordique ou de la raquette à neige autour du refuge de Bucchinera ou des bergeries de Bassetta.

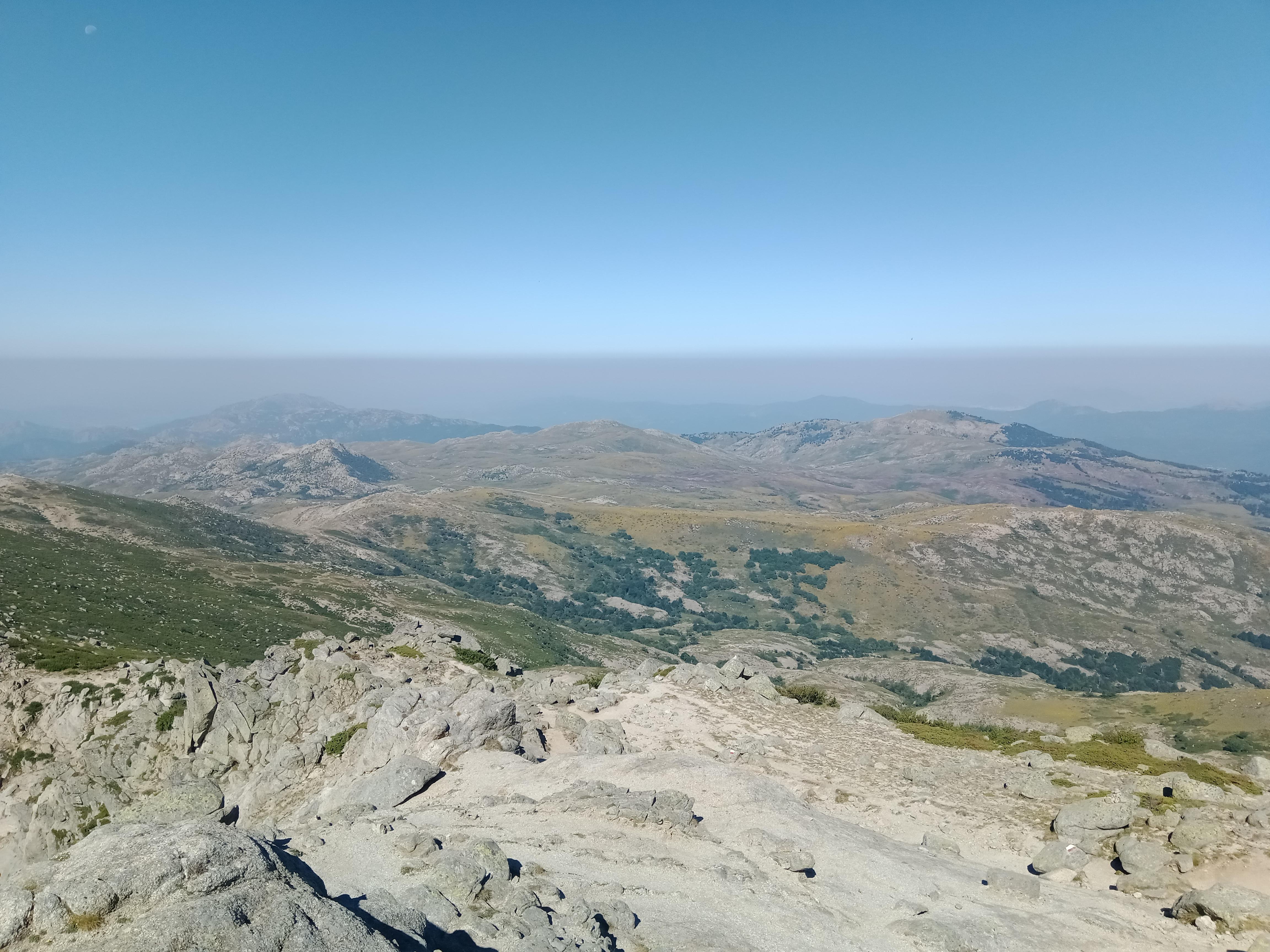
Le plateau du Coscione vu depuis le Monte Incudine au nord-est.
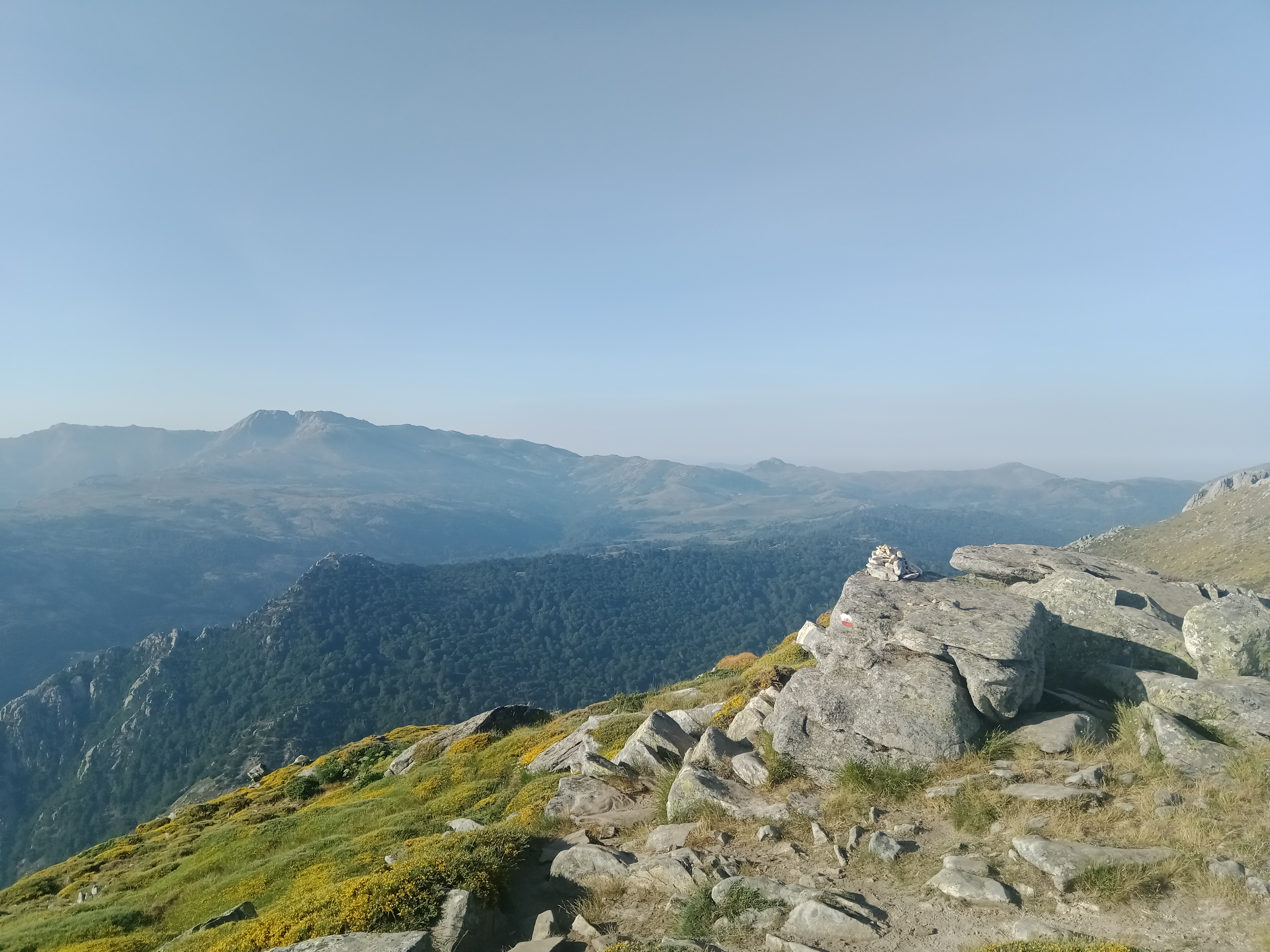
Le plateau du Coscione et le Monte Incudine à sa gauche vus depuis la Punta di l'Usciolu au nord.
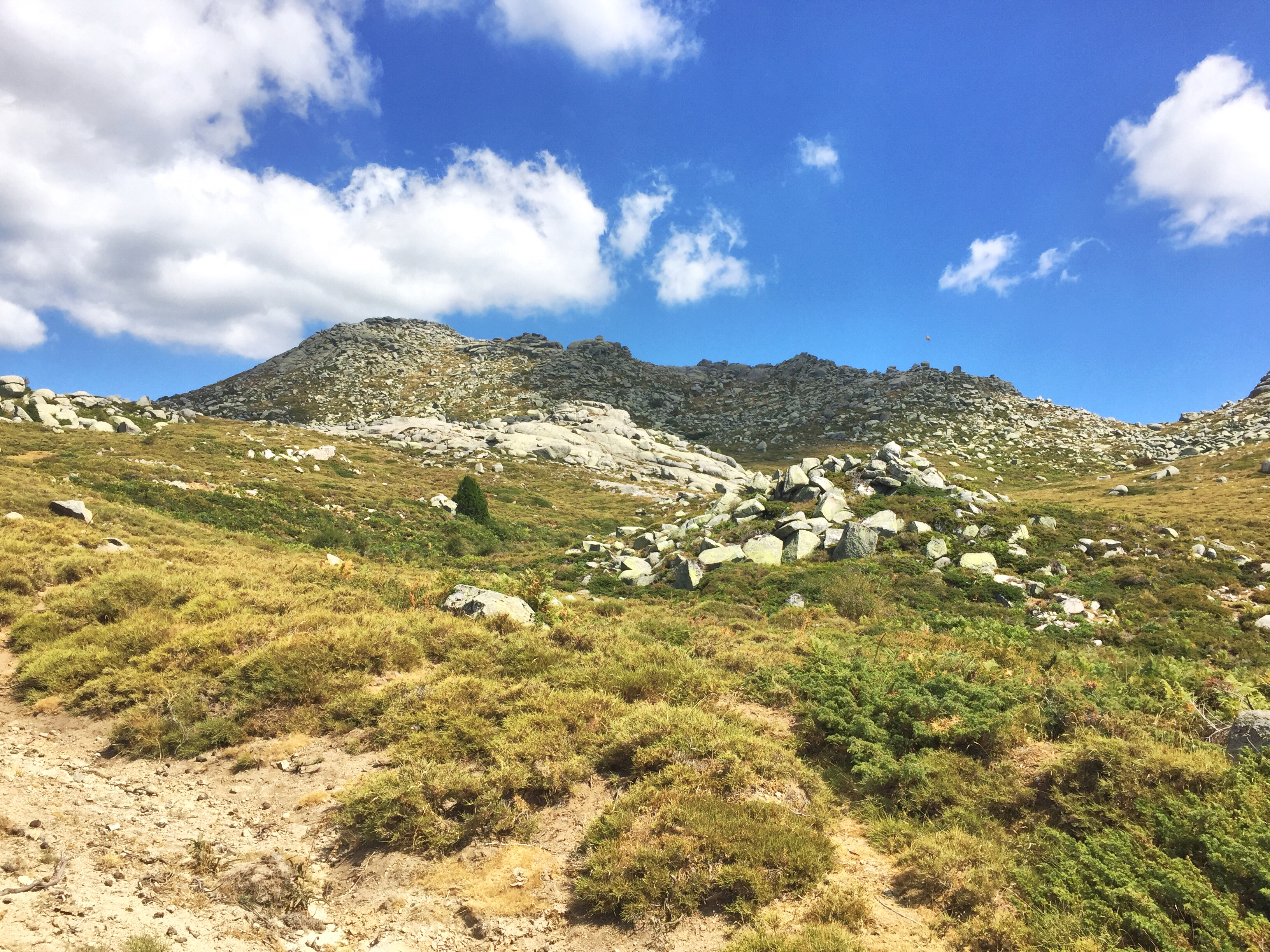
Paysage du plateau avec chaos rocheux et arbustes.
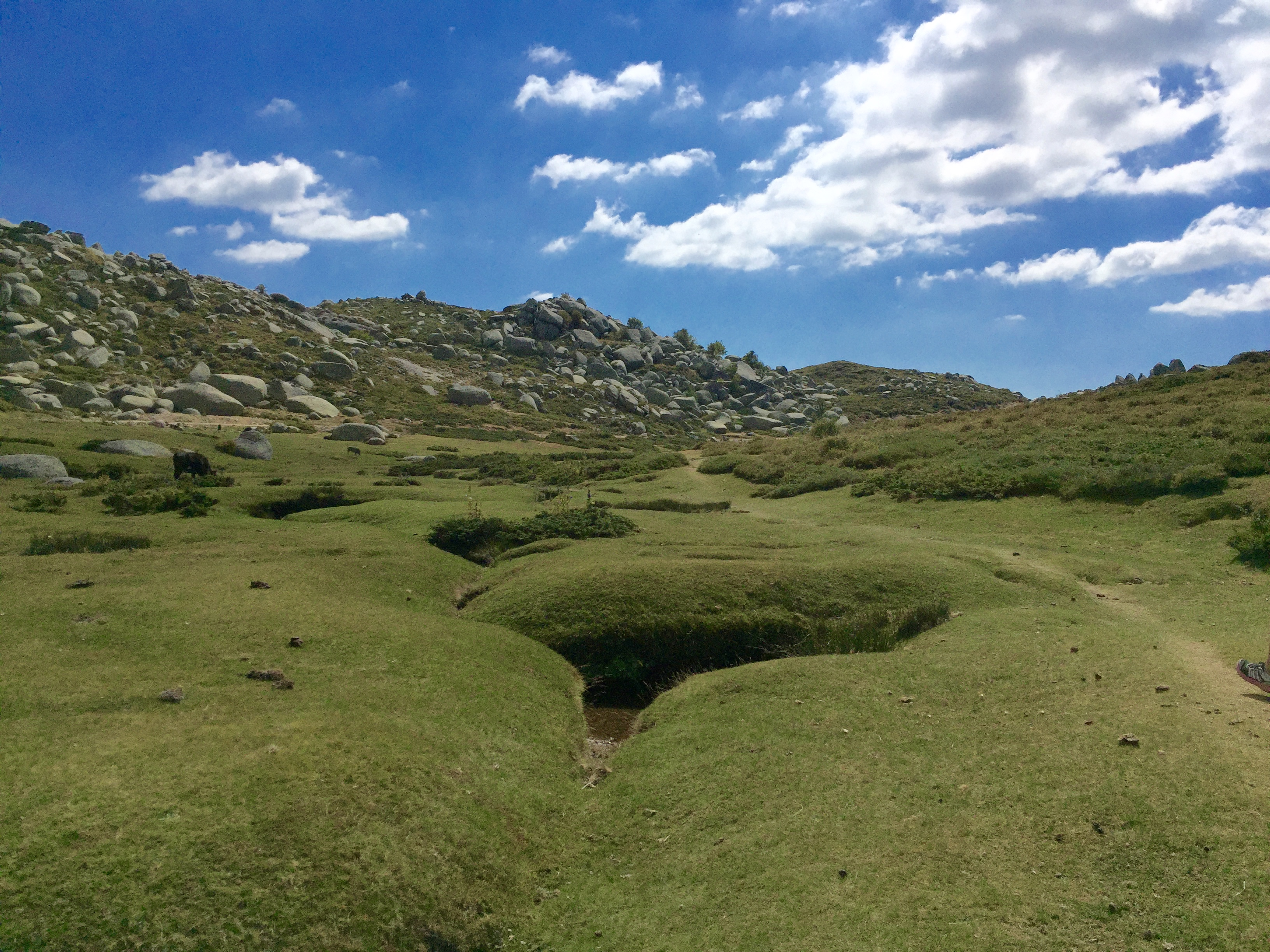
Paysage du plateau avec pozzine.
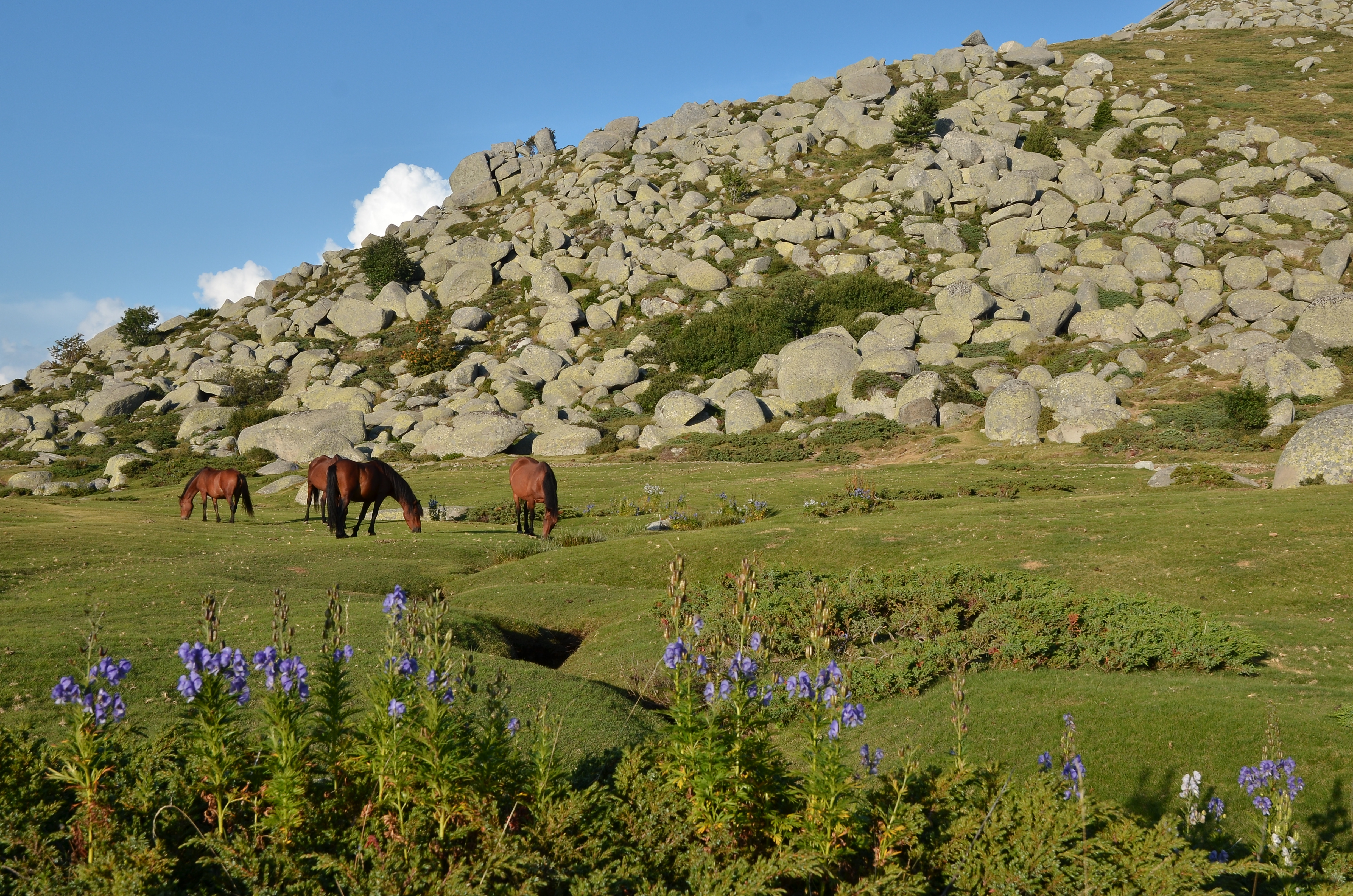
Paysage du plateau avec chaos rocheux, pozzine et chevaux.